# Taylor Kitsch
Taylor Kitsch (Kelowna, 1981. április 8. –) kanadai színész és modell.
Legismertebb filmjei az X-Men kezdetek: Farkas (2009), a Csatahajó (2012), a John Carter (2012), a Vadállatok (2012), A túlélő (2013) és A bátrak (2017).
Fontosabb televíziós szerepe volt Tim Riggins a Friday Night Lights – Tiszta szívvel foci című drámasorozatban (2006–2011). Játszott a True Detective – A törvény nevében és a Waco című sorozatokban is.

## Fiatalkora
A brit kolumbiai Kelownában született. Édesanyja, Susan (Green) a BC Liquor Boardnál dolgozott, míg édesapja, Drew Kitsch az építőiparban. Szülei elváltak, amikor ő egyéves volt, ezért őt és két testvérét, Brodyt és Damant édesanyjuk nevelte fel egy lakókocsi-parkban. Két féltestvére is van. Kitsch Port Moodyban és Anmore-ban is élt. A coquitlami Gleneagle középiskolába járt. Hároméves korában kezdett el jégkorongozni, és a Langley Hornets junior csapatában játszott a British Columbia Hockey League-ben, míg 2002-ben egy térdsérülés véget nem vetett a pályafutásának. Sérülése után Kitsch egy évig a Lethbridge-i Egyetemen vett részt táplálkozásügyi és közgazdasági kurzusokon, és a bátyjánál lakott.

## Magánélete
2012-ben vásárolt egy 3,64 angol holdnyi, kb. 1,47 hektáros földterületet a texasi Austin-tónál, és 2015-ben kezdett el ott házat építeni. Jelenleg a montanai Bozemanben él.

## Filmográfia

### Film
| Év   | Magyar cím              | Eredeti cím              | Szerep                            | Magyar hang   |
| ---- | ----------------------- | ------------------------ | --------------------------------- | ------------- |
| 2006 | Dögölj meg, John Tucker | John Tucker Must Die     | Justin                            |               |
| 2006 | Kígyók a fedélzeten     | Snakes on a Plane        | Kyle "Crocodile" Cho              |               |
| 2006 | A testvériség           | The Covenant             | Pogue Parry                       | Előd Botond   |
| 2008 |                         | Gospel Hill              | Joel Herrod                       |               |
| 2009 | X-Men kezdetek: Farkas  | X-Men Origins: Wolverine | Remy LeBeau / Gambit              | Zöld Csaba    |
| 2010 | A Bang Bang Klub        | The Bang Bang Club       | Kevin Carter                      | Horváth Illés |
| 2012 | John Carter             | John Carter              | John Carter                       | Fekete Ernő   |
| 2012 | Csatahajó               | Battleship               | Alex Hopper hadnagy               | Szatory Dávid |
| 2012 | Vadállatok              | Savages                  | John "Chon" McAllister Jr.        | Zöld Csaba    |
| 2013 | A túlélő                | Lone Survivor            | Michael P. "Murph" Murphy hadnagy | Varga Gábor   |
| 2013 | A nagy csábítás         | The Grand Seduction      | Dr. Paul Lewis                    | Dévai Balázs  |
| 2016 |                         | Bling                    | Sam (hangja)                      |               |
| 2017 | Amerikai bérgyilkos     | American Assassin        | Ronnie "Ghost"                    | Varga Gábor   |
| 2017 | A bátrak                | Only the Brave           | Christopher MacKenzie             | Zámbori Soma  |
| 2019 | 21 híd                  | 21 Bridges               | Ray Jackson                       | Zöld Csaba    |

### Televízió
| Év        | Magyar cím                                | Eredeti cím         | Szerep         | Megjegyzések                                     |
| --------- | ----------------------------------------- | ------------------- | -------------- | ------------------------------------------------ |
| 2006      |                                           | Godiva's            | Colm           | 1 epizód                                         |
| 2006      | Kyle, a rejtélyes idegen                  | Kyle XY             | táborozó       | 1 epizód                                         |
| 2006–2011 | Friday Night Lights – Tiszta szívvel foci | Friday Night Lights | Tim Riggins    | 68 epizód                                        |
| 2014      | Igaz szívvel                              | The Normal Heart    | Bruce Niles    | - tévéfilm - magyar hangja: - Miller Zoltán      |
| 2015      | True Detective – A törvény nevében        | True Detective      | Paul Woodrugh  | 8 epizód                                         |
| 2018      | Waco                                      | Waco                | David Koresh   | - minisorozat (6 epizód) - vezető producer       |
| 2020      | A legyőzött                               | The Defeated        | Max McLaughlin | - minisorozat (8 epizód) - vezető producer       |
| 2022      | A végső lista                             | The Terminal List   | Ben Edwards    | főszereplő                                       |
| 2023      | A gyilkos csodaszer                       | Painkiller          | Glen Kryger    | - minisorozat - magyar hangja: - Schmied Zoltán  |
| 2025      | A vadnyugat születése                     | American Primeval   | Isaac          | - minisorozat - magyar hangja: - Makranczi Zalán |

## Fordítás
- Ez a szócikk részben vagy egészben  a   Taylor Kitsch című angol Wikipédia-szócikk ezen változatának fordításán alapul.  Az eredeti cikk szerkesztőit annak laptörténete sorolja fel. Ez a jelzés csupán a megfogalmazás eredetét és a szerzői jogokat jelzi, nem szolgál a cikkben szereplő információk forrásmegjelöléseként.